# Tipula (Pterelachisus) brindleana
Tipula (Pterelachisus) brindleana is een tweevleugelige uit de familie langpootmuggen (Tipulidae). De soort komt voor in het Oriëntaals gebied.